# Fundación Mellon
La Fundación Andrew W. Mellon (en inglés: Andrew W. Mellon Foundation), comúnmente conocida como Fundación Mellon, es una fundación privada con sede en la ciudad de Nueva York financiada por Andrew Mellon y la familia Mellon de Pittsburgh, Pensilvania.  Es el producto de la fusión en 1969 de la Fundación Avalon y la Fundación Old Dominion. Estas fundaciones fueron creadas por separado por Ailsa Mellon Bruce y Paul Mellon, los hijos de Andrew Mellon.
La fundación tiene su sede en la ciudad de Nueva York, en las antiguas oficinas ampliadas de la Fundación Bollingen, otra organización filantrópica educativa que alguna vez fue apoyada por Paul Mellon. La poeta y académica Elizabeth Alexander es la actual presidenta de la fundación. Entre sus predecesores se incluyen Earl Lewis, Don Randel, William G. Bowen, John Edward Sawyer y Nathan Pusey .
En 2004, la fundación recibió la Medalla Nacional de las Artes . 

## Áreas de interés
- Educación superior, incluidas las humanidades, las bibliotecas y la tecnología de la información y la comunicación académica [3] [4]
- Museos y conservación del arte
- Artes escénicas
- Conservación y medio ambiente

## Organización
Las áreas financiadas por la fundación Mellon han sido con frecuencia estudios universitarios, tesis doctorales, apoyo a las bibliotecas de investigación independientes, las organizaciones benéficas sin fines de lucro, las comunicaciones académicas y otros temas para garantizar que las subvenciones de la fundación estén bien informadas y sean más efectivas.  Algunas de las publicaciones recientes sobre este efecto incluyen Equity and Excellence in American Higher Education, Reclaiming the Game: College Sports and Educational Values, JSTOR: A History, The Game of Life: College Sports and Educational Values y The Shape of the River . 
La dotación de la fundación Mellon fluctúa entre 5 y 6 mil millones de dólares, y sus subvenciones anuales ascienden a unos 300 millones de dólares.   
Según Alexander, Mellon también apoya “el trabajo, las experiencias y las visiones de los artistas discapacitados. "  En julio de 2024, las Fundaciones Ford y Mellon concedieron 20 ayudas a personas discapacitadas ("disability futures"), entre ellos un compositor de Broadway, una actriz de doblaje de videojuegos de Marvel y un poeta nominado tres veces al premio Pushcart . 

## Proyectos e iniciativas
- The Monuments Project[11]
- The Maniobra Initiative [12]
- Creatives Rebuild New York[13]